# Knights of Labor

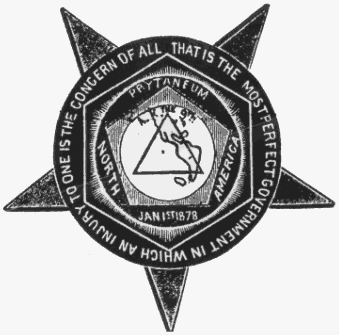
Knights of Labor

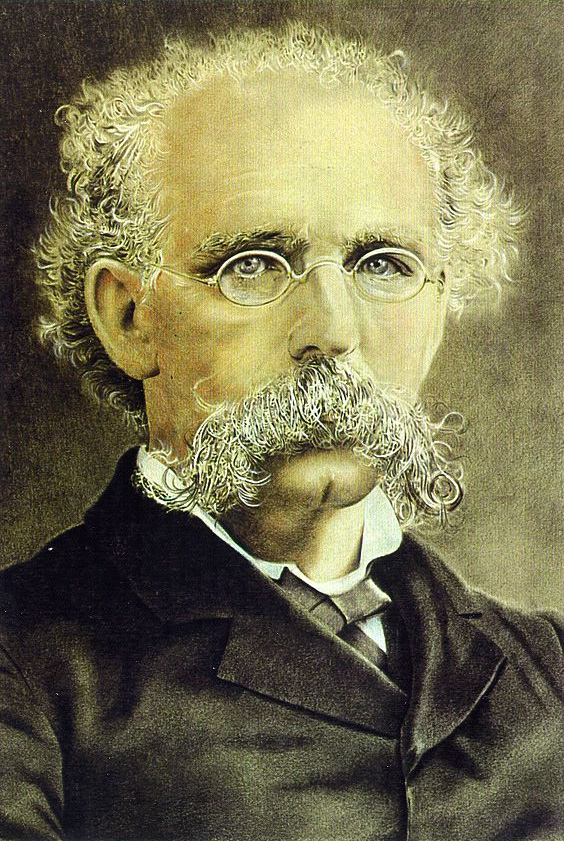
Terence V. Powderley

The Knights of Labor (K of L), officiellt Noble and Holy Order of the Knights of Labor, var ett arbetarförbund som stiftades i Philadelphia den 24 november 1869 av Uriah Smith Stephens (1821–1882), till yrket skräddare. Förbundets syfte var att i ett brödraskap samla alla slag av arbetarföreningar och alla arter av arbete. Det skulle undvika de egentliga fackföreningarnas yrkesaristokrati och anta även den olärde (unskilled) grovarbetaren. Kvinnor skulle i allt vara likställda med män. Utan att avstå från sin karaktär av verklig arbetarförening skulle förbundet även vara öppet för icke kroppsarbetare och på så sätt "bygga en bro mellan dem, som arbetar med tanken och med handen". 
I början var denna orden strängt hemlig; dess namn fick aldrig nämnas; den betecknades inför världen med *****. Men 1881, då "de fem stjärnorna" från att ha börjat med nio medlemmar redan omfattade 80 000 män och kvinnor, trädde den fram ur dunklet, och allmänheten erhöll kännedom om det väsentliga i dess stadgar, ehuru förbundet alltjämt var en hemliga orden. Till medlem kunde upptas envar kvinna, som fyllt sexton år, och man, som fyllt arton; inträde var dock förvägrat advokater, bankirer, yrkesmässiga spelare, börsspekulanter samt envar, som befattade sig med tillverkning eller försäljning av rusdrycker eller drog inkomst från sådan försäljning. Det skulle även iakttas, att åtminstone tre fjärdedelar av varje loge ("Local Assembly") skulle utgöras av kroppsarbetare eller farmare. 
Över logerna stod "distriktförsamlingarna", valda av minst fem loger. Distriktförsamlingarna utsåg de delegerade, som bildade "generalförsamlingen", vilken var ordens högsta domstol, vakade över dess "grundlag" och förordnade om bland annat lösenord och handgrepp vid hälsning. Ordens stormästare bar titeln Grand Master Workman ("arbetarestormästaren") och var främste medlemmen i den av fem medlemmar bestående "exekutivkommitté", vars beslut satte hela det levande maskineriet i rörelse. Under sin blomstringstid (1883–86) hade orden närmare en miljon medlemmar. Dess program, vilket visade sig äga en underbar makt att locka de arbetande massorna under "Riddarnas" fanor, var av huvudsakligen praktisk natur och innefattade i sig, utom några allmänna yrkanden rörande statens myntsystem m.m., den moderna arbetarfrågans flesta krav på lagstiftningens ingripande samt kunde lika väl ha utfärdats av fackföreningarna. Skillnaden låg egentligen i den för alla slag av arbetare, även icke kroppsarbetare, öppnade organisationen. "Riddarna" fick därför redan från början att kämpa å ena sidan mot fackföreningarna, vilka fruktade för sin maktställning, å den andra mot de rent socialistiska föreningarna. 
Vid den stora strejk, som 1886 utbröt bland unionens järnvägsarbetare, invecklades visserligen "Arbetets riddare", men drog sig tack vare sin dåvarande kraftfulle chef, Terence V. Powderley (1849–1924), ifrån de anarkistiska elementen, som brände bangårdarna i Saint Louis och Chicago och anställde stor förödelse på flera andra ställen. "Riddarna" synas från den tiden mera ha avlägsnat sig från tyska och andra främmande medlemmar och ställt sig på nationell grund. Powderley avgick 1893. Redan under de senare åren av hans förvaltning hade ordens ekonomi råkat i lägervall och antalet medlemmar sjunkit; år 1900 var de 130 000. Under 1900-talet avtynade förbundet alltmer; ett huvudkontor fanns till 1917 och kongresser hölls till 1932. Några lokalavdelningar fanns kvar till 1949.